# Torrezno de Soria

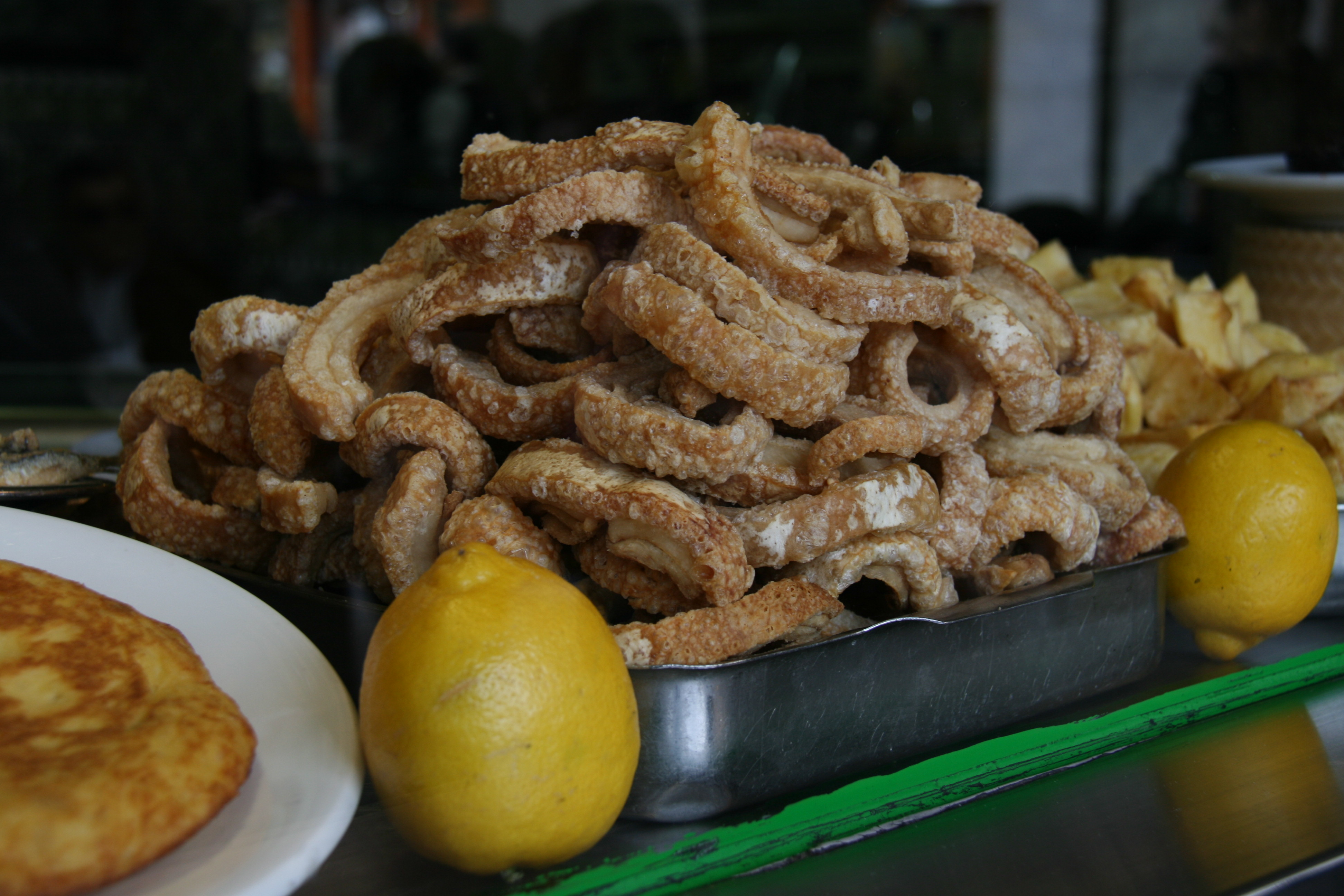
Torreznos apilados en una bandeja.

El Torrezno de Soria es una marca de garantía de la provincia de Soria en la comunidad de Castilla y León, España.
El torrezno amparado bajo esta marca de garantía, cuenta con este reconocimiento desde enero de 2010. La Marca de Garantía avala que el torrezno que incorpora su etiqueta está elaborado según las normas establecidas en su Reglamento de Uso,  siendo diferente de los demás y exclusivo de la provincia de Soria. Además, se asegura un producto de máxima calidad, controlado por una empresa certificadora externa. La Cámara de Comercio asumió la titularidad de la Marca de Garantía y aprobó un Reglamento de Uso de la Marca, que fue informado favorablemente por el Instituto Tecnológico Agrario de Castilla y León (ITACYL) el 25 de noviembre de 2010.

## Premios
- Premio "Mejor Producto Alimentario en 2015, otorgado por La Academia Castellana y Leonesa de Gastronomía.[2]